# Kaapora minutissimus
Genre
Espèce
Synonymes
- Nanophareus minutissimus Roewer, 1943

Kaapora minutissimus, unique représentant du genre Kaapora, est une espèce d'opilions laniatores de la famille des Stygnidae.

## Distribution
Cette espèce est endémique du Pernambouc au Brésil.

## Description
Le mâle holotype mesure 1,2 mm.

## Systématique et taxinomie
Cette espèce a été décrite sous le protonyme Nanophareus minutissimus par Roewer en 1943. Elle est placée dans le genre Kaapora par Pinto-da-Rocha en 1997.

## Publications originales
- Roewer, 1943 : « Über Gonyleptiden. Weitere Weberknechte (Arachn., Opil.) XI. » Senckenbergiana, vol. 26, p. 12–68.
- Pinto-da-Rocha, 1997 : « Systematic review of the Neotropical family Stygnidae (Opiliones, Laniatores, Gonyleptoidea). » Arquivos de Zoologia do Estado de São Paulo, vol. 33, no 4, p. 163–342.